# Louis Thomazeau
Louis Thomazeau (Saint-Malo 14 décembre 1766 Saint-Malo 24 décembre 1834) armateur-corsaire qui fut maire temporaire de  Saint-Malo en 1815

## Biographie
Louis Gilles Zacharie est le fils de Louis Nicolas Thomazeau négociant à Saint-Malo, exécuté à Paris  pendant la Terreur le 20 juin avec d'autres malouins, pour « fédéralisme et modérantisme  » et de Michelle Jeanne Ganne (1739-1778). Avant la Révolution française il est enregistré dès 1786 par le Tribunal de Commerce de Saint-Malo pour deux armements au banc c'est-à-dire à Terre-Neuve et pour le petit cabotage. Il recouvre en 1795 les biens familiaux  saisis après l'exécution de son père et débute l'armement en 1797.Pendant le premier Empire à partir de l'An VIII jusqu'en 1813 il devient un armateur corsaire avec 14 armements. Il perd 3 navires et l'un de ses vaisseau fait naufrage en 1810. La course lui procure 14 captures dont 4 navires anglais qui génèrent un produit net de plus de 2 millions de francs. Sous l'Empire il est l'un des 100 plus importants contribuables de Saint-Malo. Membre du conseil municipal, il est nommé par décret impérial en date du 18 mars 1808 adjoint au maire de la cité Augustin Thomas qui est son beau-frère  et reconduit en 1812. Le 8 juillet 1815 il lui succède officiellement comme maire temporaire jusqu'à la nomination d'une nouvelle municipalité proche du pouvoir royal. Il se reconvertit alors à la Grande pêche et aux commerce entre Saint-Pierre et les Antilles et établit ses affaires à Saint-Malo et à Saint-Pierre et Miquelon. Enregistré comme « négociant notable » de Saint-Malo en 1815,1817 et 1823. Suppléent du Tribunal de commerce en 1819 il est réélu en 1821. Il meurt à Saint-Malo en 1834

## Sources
- Philippe Hrodej, Gilbert Buti, Dictionnaire des corsaires et des pirates, éditions du C.N.R.S. 2013.
- Gilles Foucqueron, Saint-Malo, deux mille ans d'histoire, tome II, éditions Foucqueron, Saint-Malo, 1999 p. 1498